# Arrey von Dommer
Arrey von Dommer, född 9 februari 1828 i Danzig, död 18 februari 1905 i Treysa, var en tysk musikhistoriker.
von Dommer lärde komposition hos Ernst Richter och Johann Christian Lobe i Leipzig och studerade litteratur- och konsthistoria vid universitetet. År 1863 slog han sig ned i Hamburg, där han höll föreläsningar, var musikkritiker och sekreterare vid stadsbiblioteket. von Dommers huvudarbeten är en bearbetning av Heinrich Christoph Kochs Musikalisches Lexicon (1865) och den ännu mycket använda Handbuch der Musikgeschichte (1868).